# Madonna con el Niño (Donatello Louvre)
La Madonna con el Niño es una obra realizada en terracota policromada por Donatello (102x74 cm) expuesta en el Museo del Louvre de París; se data en el año 1440 aproximadamente.

## Historia
La obra se adquirió por el Louvre en 1880 y desde entonces ha estado alternativamente atribuida a Donatello o a su círculo, con varias disputas también sobre su datación. El 1440 aproximadamente es el periodo de sus obras cultas y agraciadas (como el célebre David), durante el cual viene generalmente colocada también esta Madonna.

## Descripción y estilo
El estado de conservación de la obra es muy bueno y la calidad artística es muy alta, lo que ha hecho considerar una intervención directa del maestro. La Madonna, sentada sobre un asiento dorado, aguanta sobre las rodillas al niño, vestido tan solo por una pequeña túnica que deja su cuerpo descubierto por debajo del ombligo. La sujeción al niño es firme y compensa el desplazamiento de las figuras hacia la izquierda, donde ambas dirigen su mirada por razones todavía no aclaradas. A pesar de la falta de contacto visual entre Madre e Hijo, la escena representada transmite un notable sentido de intimidad, expresado por la dulzura del abrazo.
Notable es la representación de las estofas, a menudo entretejidas de oro y con decoraciones a fino relieve. El fondo dorado, de sabor arcaico, está justificado aquí por las telas y además, hace resaltar el delicado candor de los personajes representados.